# Raum (Physik)
Der Raum ist eine Art „Behälter“ für Materie und Felder, in dem sich alle physikalischen Vorgänge abspielen. Dieses bewusst etwas unpräzise Verständnis des Begriffes „Raum“ ist seit Isaac Newton allgemein verbreitet und wurde erst durch Einstein infrage gestellt.
Dem entspricht, dass man in der menschlichen Erfahrung „ja schon immer weiß, was der Raum ist“, z. B. dass er durch die drei zueinander orthogonalen Dimensionen Länge, Breite und Höhe bestimmt ist. Raum ermöglicht allen materiellen Objekten eine Ausdehnung, er selbst existiert als grundlegendes Ordnungsmodell „a priori vor den darin vorhandenen Objekten“, nach heutigem Verständnis aber nur in Relation zu ihnen. Wenn der Raumbegriff in diesem Sinne gebildet wird, hat es keinen Sinn, von einem „leeren“ Raum zu sprechen. Das Problem in der Physik bei der Größenbestimmung des Weltraumes besteht darin, dass man nur Räume vermessen kann, deren Grenzen man kennt. Nimmt man eine Grenzenlosigkeit bzw. Unendlichkeit des Raumes an, ist mit großer Wahrscheinlichkeit vorhersehbar, dass die jeweils gegebenen Mittel zur Vermessung nicht ausreichend sind. Gleiches muss unter Wahrung der wissenschaftlichen Vorsicht für die eventuelle Entdeckung immer kleinerer Elementarteilchen und ihrer Zwischenräume angenommen werden.
Zur physikalischen Beschreibung werden formale Eigenschaften verschiedener mathematischer Räume, meistens des euklidischen Raumes, benutzt. Der Begriff des Raums hat sich in der Geschichte der Physik stark gewandelt.

## Der Raumbegriff im Altertum
Im Vorderen Orient war die Bildung von Längen-, Flächen- und Volumenbegriffen immer abhängig von anthropozentrischen Gesichtspunkten wie der Menge des Saatguts für eine zu bestellende oder der Arbeitsleistung für eine zu bearbeitende Fläche. Die Pythagoräer erkennen zuerst die Existenz einer Leere zwischen benachbarten Dingen, verwechseln diese Leere jedoch noch mit Luft (pneuma apeiron). Archytas von Tarent unterscheidet wohl als erster zwischen dem Raum oder Platz (topos) einerseits und dem Stoff andererseits. Der Raum ist also vom Körper unabhängig; er verfügt jedoch über gewisse Kräfte. Bei den frühen Atomisten wie Leukipp und Demokrit ist der Raum reine Ausdehnung ohne Einfluss auf die Bewegung des Stoffes. Allerdings umfasst er nur die Zwischenräume zwischen den Atomen. Erst Lukrez formuliert eindeutig, dass die Körper einen Ort im Raum haben, der quasi ein unendliches Gefäß für Körper darstellt. Für Platon ist der Raum inhomogen wegen seiner lokalen geometrischen Verschiedenheiten. Für Aristoteles ist der Ort eines Körpers seine äußere Begrenzung; Lücken, die nicht von Körpern erfüllt sind, und eine Durchdringung von Körpern gibt es nicht. (Das steht allerdings im Widerspruch zu seiner Lehre von dem kontinuierlichen „fünften Körper“, aus dem der Himmel geformt wird; dieser würde von den Sphären der Planeten gestört.) Die Ursachen der Bewegungen der Körper sind allein in der geometrischen Struktur des Raumes zu suchen (heute würde man das als „dynamische Feldstruktur“ bezeichnen), der einen Mittelpunkt (die Erde), ein Oben und ein Unten hat. Die Bewegungen der Elementarteilchen hängen nach Aristoteles nur von den räumlichen Bedingungen, nicht von dem ab, was wir heute als Masse bezeichnen. Der Raum ist lediglich die Summe aller Orte der Körper; er ist daher nicht unendlich. Bis zum 14. Jahrhundert blieb die Auffassung des Aristoteles das Vorbild für die meisten Raumtheorien.
Allerdings gab es immer wieder Kritik daran: Für Aristoteles’ Schüler Theophrastos von Eresos ist der Raum nicht real, er ist eine reine Ordnungsbeziehung zwischen den Körpern. Für die Stoiker wird die materielle Welt, die in einem leeren Raum ruht, durch eine innere Kohäsion zusammengehalten; es gibt keine präferierte Richtung im Raum.
Raum und Zeit waren im Altertum völlig heterogene, nicht aufeinander bezogene Wesenheiten. Zenon hat wohl als erster erkannt, dass sie im Begriff der Geschwindigkeit aufeinander bezogen sind. Auch die Geometrie
des Raumes war im Gegensatz zu Geometrie der Ebene nur sehr schwach entwickelt und verfügte über wenig fixierte Fachausdrücke, vermutlich auch über keine Vorstellung von Raumkoordinaten, wofür letztlich wohl die Unvereinbarkeit der Euklidischen Geometrie mit dem endlichen, anisotropen (in seinen Eigenschaften von der Richtung abhängigen) Universum des Aristoteles verantwortlich war.

## Raum in der klassischen Mechanik
In der klassischen Mechanik gilt die Raumdefinition von Isaac Newton:
- Der Raum ist absolut, unveränderlich und unbeeinflusst von den physikalischen Vorgängen, die sich in ihm abspielen.
- Der Raum ist euklidisch und dreidimensional.

Dieser unendliche, unbewegliche, für alle Körper durchdringbare, keine Qualitäten oder Formen aufweisende, durch keine Kraft trennbare Raum ist für das 18. Jahrhundert das Maß aller Abstände und Geschwindigkeiten, ja als Werk Gottes.
Die Dimensionen eines Raumes entsprechen den von ihm realisierten kartesischen Koordinaten, üblicherweise angegeben in x-, y- und z-Richtung. Man bezeichnet diese als Raumkoordinaten und die durch sie aufgespannten Dimensionen als Raumdimensionen, wobei keine Raumdimension einem Punkt, eine Raumdimension einer Geraden oder Kurve und zwei Raumdimensionen einer Fläche entsprechen. Die Bestimmung des Bezugspunktes eines Koordinatensystems benötigt reale Objekte. Meistens wird dazu der Schwerpunkt einer großen Masse wie der Erde oder der Sonne genommen.

## Raum und Zeit

### Modifikationen des Raumbegriffes
Die Entdeckung, dass die Lichtgeschwindigkeit für alle Beobachter gleich ist, erforderte eine Modifikation des Raumbegriffes. Albert Einstein leistete in seiner Speziellen Relativitätstheorie die Vorarbeit, so dass Hermann Minkowski Raum und Zeit zu einem gemeinsamen Gebilde, der Raumzeit zusammenfassen konnte. Damit ist der Raum nicht mehr absolut, sondern vom Beobachter (genauer: dem Inertialsystem) abhängig. Dies äußert sich zum Beispiel in der Lorentzkontraktion, der zufolge relativ zueinander bewegte Beobachter für dasselbe Objekt eine unterschiedliche Länge messen.
In der Speziellen Relativitätstheorie ist der Raum zwar vom Beobachter abhängig, nicht jedoch von den physikalischen Vorgängen in ihm. Er ist immer noch für jeden Beobachter euklidisch. Das ändert sich in der Allgemeinen Relativitätstheorie. In dieser wird die Gravitation durch die Krümmung der Raumzeit beschrieben, welche auch eine Krümmung des Raumes bedeutet. Die Geometrie der Raumzeit hängt vom Energie-Impuls-Tensor, also von den im Raum vorhandenen Teilchen und Feldern ab. Der Raum ist daher nur noch lokal euklidisch.
Im Rahmen der Kosmologie gemäß den Friedmann-Gleichungen ergibt sich die Krümmung des Universums aus seiner Energiedichte. Könnte man die Krümmung exakt messen, dann könnte man auch die genaue Größe des Universums berechnen. Der dafür in Betracht kommende Krümmungsparameter liegt allerdings so nah bei Null, dass bisher auch ein flaches oder hyperbolisches und somit unendlich großes Universum nicht auszuschließen ist.
{\displaystyle \Omega _{k}=1-\Omega \approx 0}

### Moderne Theorien zur Raumzeit
Die Kaluza-Klein-Theorien und Stringtheorien, die zum Ziel haben, die Gravitation mit den anderen Grundkräften zu vereinigen, fügen der Raumzeit zusätzliche Dimensionen hinzu. Diese zusätzlichen Dimensionen sind allerdings nicht, wie die bekannten 4 Raum-Zeit-Dimensionen, ins (beinahe) unendliche ausgedehnt; vielmehr sind sie von einer Ausdehnung von weniger als einem Atomkerndurchmesser. Zusätzlich nimmt man an, dass sie periodisch „aufgerollt“ sind bzw. dass sie als zusätzliche Freiheitsgrade (z. B. die sogenannte Quintessenz) in die vorhandene Raumzeit „hineinfließen“.
Ein Ziel dieser Theorien ist, den Raum mit seinen Eigenschaften nicht als etwas Gegebenes zu postulieren, sondern ihn in einer umfassenden Theorie gemeinsam mit den bekannten Grundkräften und Elementarteilchen zu begründen.
Eine abweichende Meinung wird durch die konstruktivistische Protophysik dargestellt, in der Geometrie und Chronometrie durch Normen für die Messinstrumente bestimmt wird.